# Psychotria nubica
Psychotria nubica là một loài thực vật có hoa trong họ Thiến thảo. Loài này được Delile miêu tả khoa học đầu tiên năm 1827.